# 何平 (上将)
何 平（か へい、1957年11月 - ）は、中華人民共和国の軍人。四川省西充県扶君郷（現在の多扶鎮）出身。中国共産党第十九回全国代表大会代表。中国共産党第19期中央委員会委員。階級は上将である。

## 経歴
1957年11月、四川省西充県扶君郷で生まれる。1976年、中国人民解放軍に入隊。成都軍区政治部防衛部部長第14集団軍第31師政治委員を歴任した。2008年、陸軍第14集団軍政治部主任に就任。2009年、少将に昇格する。2011年、陸軍第14集団軍副政治委員に就任。2013年、成都軍区政治部副主任兼成都軍区連勤部政治委員に就任。2014年7月、中国人民解放軍総参謀部情報部政治委員に就任。2016年、中国人民解放軍西部戦区副政治委員兼政治工作部主任に就任。2017年7月、中将に昇格する。2017年8月、中国人民解放軍東部戦区政治委員に昇格。2017年10月、第19回党大会で党中央委員に選出される。2019年12月、上将に昇格する。